# Sévery
Sévery is een plaats en voormalige gemeente in het Zwitserse kanton Vaud en maakt sinds 1 januari 2008 deel uit van het district Morges.
Sévery telt 210 inwoners.

## Geschiedenis
Voor 1 januari 2008 maakte de gemeente deel uit van het per die datum opgeheven district Cossonay.
Op 1 juli 2011 fuseerde Sévery met de gemeenten Apples, Bussy-Chardonney, Cottens, Pampigny en Reverolle tot de gemeente Hautemorges.